# Economic Development and Cultural Change
Economic Development and Cultural Change (EDCC) ist eine multidisziplinäre wissenschaftliche Fachzeitschrift der Volkswirtschaftslehre und der Politikwissenschaft. Der Schwerpunkt der Beiträge liegt auf der Entwicklungsökonomik. Es werden sowohl theoretische als auch empirische Arbeiten veröffentlicht, aber auch Replikationsstudien.
Das Journal wird seit 1952 von der Universität Chicago herausgegeben und verlegt. Gründer des Journals ist der österreichstämmige Volkswirt Berthold Frank Hoselitz.

## Redaktion
Die Redaktion des EDCC wird zurzeit (2015) vom Chef vom Dienst Marcel Fafchamps geführt. Sie besteht weiterhin aus 19 assoziierten Redakteuren.

## Rezeption
Das EDCC hatte 2013 nach eigenen Angaben einen Impact-Faktor von 0,868.
Combes und Linnemer sortieren das Journal mit Rang 75 von 600 wirtschaftswissenschaftlichen Zeitschriften in die drittbeste Kategorie A ein.